# José Saraiva Martins
José Saraiva Martins, C.M.F. (Gagos do Jarmelo, Portugal, 6 de enero de 1932), cardenal portugués, prefecto emérito de la Congregación para las Causas de los Santos.

## Biografía

### Formación
Tiene una licenciatura en teología por la Pontificia Universidad Gregoriana y un doctorado en teología por la Universidad Pontificia de Santo Tomás de Aquino, de Roma.

### Sacerdocio
Fue ordenado sacerdote claretiano, el 16 de marzo de 1957.
Después de enseñar metafísica durante un año en el seminario claretiano en Marino, Italia, fue asignado al Claretianum, Roma, donde enseñó teología fundamental y sacramental durante diez años. Más tarde enseñó teología sacramental en la Pontificia Universidad Urbaniana, donde también fue rector (1977-80, 1980-83 y 1986-88). Es autor de numerosos libros y artículos académicos.
En 1983 fue Secretario Especial de la VI Asamblea General Ordinaria del Sínodo de los Obispos.

### Episcopado
El 26 de mayo de 1988 fue nombrado Secretario de la Congregación para la Educación Católica y arzobispo titular de Thuburnica, recibiendo la ordenación episcopal el 2 de julio.
Fue Prefecto de la Congregación para las Causas de los Santos desde mayo de 1998 hasta septiembre de 2008.

### Cardenalato
Creado y proclamado Cardenal por Juan Pablo II en el consistorio del 21 de febrero de 2001, con el título de cardenal obispo de la iglesia suburbicaria de Palestrina (24 de febrero de 2009).
Ha sido miembro de:
- Congregación para el Culto Divino y la Disciplina de los Sacramentos
- Congregación para los Obispos
- Pontificio Consejo para la Pastoral de la Salud
- Pontificia Comisión para el Estado de la Ciudad del Vaticano
- Consejo Especial para Europa de la Secretaría General del Sínodo de los Obispos

## Obras
- La Iglesia en los albores del tercer milenio: reflexiones teológico-pastorales. Biblioteca de Autores Cristianos. 2003. ISBN 978-84-7914-650-4.
- Come si fa un santo. Piemme. 2005. ISBN 9788838410406.